# 가교항
가교항(佳橋港)은 전라남도 완도군 고금면 가교리에 위치한 어항이다. 1979년 12월 19일 지방어항으로 지정하여 관리하고 있다. 시설관리자는 완도군수이다.

## 어항 시설
- 방파제(2) 47m, 선착장(1) 130m

## 어항 구역
본 항의 어항구역은 완도군 고금면 가교리 기존 여객선 선착장 부근 (X:104,267.170, Y:183,006.270)에서 W60°N 방향으로 35m (X:104,298.300, Y:182,990.270)에서 S60°W 방향으로 360m (X:104,133.720, Y:182,670.090)에서 S30°W 방향으로 50.0m (X:104,089.250, Y:182,692.950) 해안선 그은 선내 공유수면이다.

## 개발 계획
- 2009년 7월 27일 변경고시된 가교항 개발계획은 다음과 같다.[1]
  - 외곽시설: 동방파제(40m), 서방파제(100m)
  - 접안시설: 물양장(137m), 선양장(20m), 선착장(25m)
  - 기타시설: 배후부지(5,242m2)
  - 개략공사비: 50억원

## 주요 어종
- 도미, 농어